# Assemblée nationale (Namibie)
Pour les autres articles nationaux ou selon les autres juridictions, voir Assemblée nationale.
8e législature
Tintenpalast
L'Assemblée nationale (en anglais : National Assembly) est la chambre basse du parlement de Namibie. Elle exerce l'essentiel du pouvoir législatif du pays
Elle est composée de 96 membres, élus au suffrage universel direct à la proportionnel ainsi que de huit membres nommés par le président de la République. Le mandat est de cinq ans renouvelable.
Elle siège au Tintenpalast, situé dans la capitale Windhoek.

## Histoire
En novembre 1989, une assemblée constituante de 72 membres est élue sous l'égide de l'ONU. En février 1990, elle adopte la Constitution du pays et le 21 mars suivant, jour de l'indépendance, elle prend le nom d'Assemblée nationale. Depuis, sept élections législatives ont eu lieu en 1994, 1999, 2004, 2009, 2014, 2019 et 2024.

## Emplacement

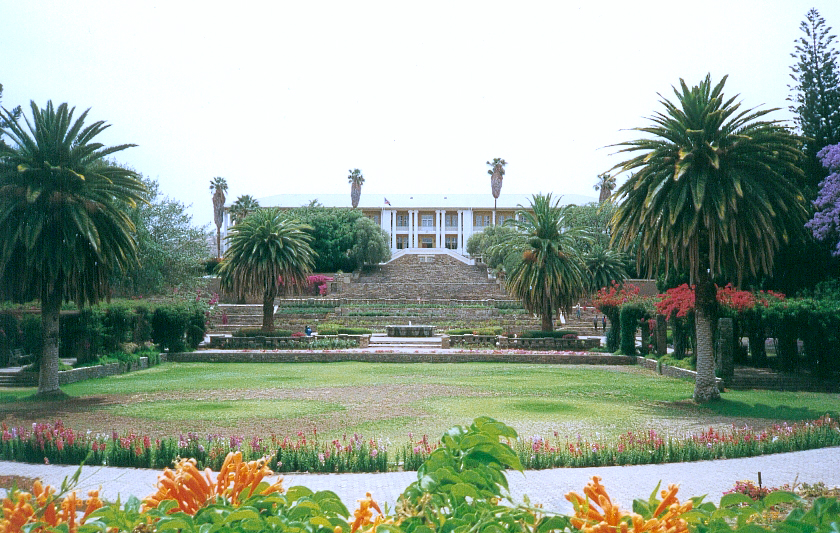
Le Tintenpalast, siège du Parlement de Namibie, à Windhoek.

L'Assemblée nationale siège au Tintenpalast à Windhoek.

## Pouvoirs
L'Assemblée nationale détient l'essentiel du pouvoir législatif de la république de Namibie.

## Système électoral
L'Assemblée nationale est composée de 104 sièges renouvelés tous les cinq ans, dont 96 au scrutin proportionnel plurinominal de liste dans plusieurs circonscriptions plurinominales. Le scrutin a lieu via des listes fermées et le résultat en voix est réparti en sièges sans seuil électoral, sur la base du quotient simple et selon la méthode du plus fort reste. Les 8 sièges restants sont quant à eux nommés par le président de la République.
La loi électorale impose la parité dans les listes, celles-ci devant comporter une alternance de candidats de chaque sexe, selon un système dit « zébré ». La Namibie utilise un système de vote entièrement électronique, les électeurs choisissant leur candidat sur une machine à voter après avoir présenté leur carte électorale biométrique. Le système, validé par un jugement de la Cour suprême, est critiqué par l'opposition pour son absence totale de bulletins papier, jugée susceptible de favoriser la fraude électorale.

### Historique
De 1990 à 2014, l'assemblée est dotée de 78 sièges dont 72 élus et 6 nommés. Le gouvernement ayant fait adopter une loi imposant la parité dans les listes, celles-ci doivent cependant procéder à partir de cette élection à une alternance de candidats de chaque sexe tout au long de la liste. L'assemblée précédente étant en fort déséquilibre en faveur des députés de sexe masculin, la réforme aurait provoqué leur éviction automatique. Afin de faire voter la loi sur la parité et d'éviter une fronde interne, le gouvernement associe par conséquent cette réforme à une augmentation du nombre total de sièges à l'assemblée

## Présidence
L'assemblée est dirigée par un président (speaker), élu pour la durée de la législature.

### Liste des présidents
| Début            | Fin          | Nom                        |
| ---------------- | ------------ | -------------------------- |
| 21 novembre 1989 | 20 mars 2005 | Mose Penaani Tjitendero    |
| 20 mars 2005     | 20 mars 2015 | Theo-Ben Gurirab           |
| 20 mars 2015     | 20 mars 2025 | Peter Katjavivi            |
| 20 mars 2025     | en cours     | Saara Kuugongelwa-Amadhila |

## Composition actuelle
La législature actuelle de l'Assemblée nationale est issue des élections du 27 novembre 2024, qui ont vu une nouvelle victoire de la SWAPO qui détient 51 sièges sur les 96 membres élus. 
| Parti          | Parti                                                   | Membres |
| -------------- | ------------------------------------------------------- | ------- |
|                | Organisation du peuple du Sud-Ouest africain (SWAPO)    | 51      |
|                | Patriotes indépendants pour le changement (IPC)         | 20      |
|                | Repositionnement affirmé (AR)                           | 7       |
|                | Mouvement démocratique populaire (PDM)                  | 5       |
|                | Mouvement populaire des sans-terre (LPM)                | 5       |
|                | Front démocratique uni (UDF)                            | 1       |
|                | Combattants namibiens pour la liberté économique (NEFF) | 1       |
|                | Union nationale du Sud-Ouest africain (SWANU)           | 1       |
|                | Parti républicain (RP)                                  | 1       |
|                | Organisation démocratique de l'unité nationale (NUDO)   | 1       |
|                | Parti de tous les peuples (APP)                         | 1       |
|                | Parti national démocratique (NDP)                       | 1       |
|                | Parti du corps du Christ (BCP)                          | 1       |
|                | Membre nommés par le président de la République         | 8       |
| Sièges vacants | Sièges vacants                                          | 0       |
| Total          | Total                                                   | 104     |

## Historique des législatures
| Législature | Législature      | Élections | Composition | Présidence de l'Assemblée  |
| ----------- | ---------------- | --------- | ----------- | -------------------------- |
|             | Constituante Ire | 1989      |             | Mose Penaani Tjitendero    |
|             | IIe              | 1994      |             | Mose Penaani Tjitendero    |
|             | IIIe             | 1999      |             | Mose Penaani Tjitendero    |
|             | IVe              | 2004      |             | Theo-Ben Gurirab           |
|             | Ve               | 2009      |             | Theo-Ben Gurirab           |
|             | VIe              | 2014      |             | Peter Katjavivi            |
|             | VIIe             | 2019      |             | Peter Katjavivi            |
|             | VIIIe            | 2024      |             | Saara Kuugongelwa-Amadhila |